# 周公祠
周公祠建于1890年，是一座位于中国天津市津南区小站镇会馆村的祠堂建筑，该建筑目前为天津市文物保护单位和一般保护等级历史风貌建筑。

## 历史
周公祠坐为纪念小站稻的拓植者和小站镇的创始人周盛传和周盛波兄弟所建。文化大革命期间，周公祠因被破坏，东西偏殿、戏楼和神像被拆毁。1986年，天津市人民政府投资修复正殿和围墙。1994年，周公祠重建神像。

## 建筑
周公祠占地面积为14000平方米。建筑南面设有戏楼和正门，建筑北面月台上设有中殿、东殿和西殿。中殿供奉炎帝，东殿供奉周盛传，西殿供奉周盛波。每逢农历三月二十八日和七月二十八日，小站地区群众都在周公祠内举行庙会。 